# Маккиннон, Лейла
Ле́йла МакКи́ннон (англ. Leila McKinnon; 28 сентября 1972, Иран) — австралийская журналистка и телеведущая.

## Биография
Лейла МакКиннон родилась 28 сентября 1972 года в Иране в семье новозеландца и англичанки. Ещё в глубоком детстве она вместе с семьёй эмигрировала в Австралию и выросла в Брисбене, где окончила «MacGregor State High School», а позже и «Queensland University of Technology», получив степень в области журналистики.
В 1993 году Лейла работала на «WIN Television» до того, как перейти в «WIN's Cairns». В 1995 году она перешла на «Nine Network», где работает и по сей день.
С 11 декабря 2004 года Лейла замужем за бизнесменом Дэвид Гингеллом (род.1966). У супругов есть двое детей — сын Эдмунд МакКиннон Гингелл (род.17.10.2012) и дочь Гвендолин Гингелл (род.21.05.2014).